# Jasmin Rothmund
Jasmin Rothmund (Walenstadt, 27 maggio 1991) è un'ex sciatrice alpina svizzera naturalizzata liechtensteinese.

## Biografia
Nata a Walenstadt e attiva in gare FIS dal dicembre del 2006, la Rothmund ha esordito in Coppa Europa il 14 dicembre 2007 a Davos, piazzandosi 55ª in supergigante. In Coppa del Mondo ha disputato una sola gara, lo slalom speciale del 4 gennaio 2011 a Zagabria Sljeme, senza completarlo. Un mese dopo ai Mondiali juniores di Crans-Montana ha vinto la medaglia d'argento nel supergigante.
Dalla stagione 2014-2015 sarebbe entrata a far parte della nazionale liechtensteinese, ma la sua ultima gara è rimasta lo slalom speciale di Coppa Europa disputato il 10 gennaio 2014 a Melchsee-Frutt, che la Rothmund non ha completato; in carriera non ha preso parte né a rassegne olimpiche né iridate.

## Palmarès

### Mondiali juniores
- 1 medaglia:
  - 1 argento (supergigante a Crans-Montana 2011)

### Coppa Europa
- Miglior piazzamento in classifica generale: 98ª nel 2010

### Campionati svizzeri
- 2 medaglie[2]:
  - 1 argento (slalom speciale nel 2013)
  - 1 bronzo (slalom speciale nel 2010)